# Yimpaş Yozgatspor
Yimpaş Yozgatspor is een Turkse voetbalclub opgericht in 1959 te Yozgat, de hoofdstad van de gelijknamige provincie. De clubkleuren zijn rood en zwart. De thuisbasis van de voetbalclub is het Yozgat Bozokstadion.
Yimpaş Yozgatspor werd in 1959 opgericht als Yozgat Karagümrükspor. Hierna vonden er nog enkele naamsveranderingen plaats, Yozgat Karagümrükspor werd respectievelijk Bozokspor, Yeni Yozgatspor en uiteindelijk werd in het seizoen 1998/99 de huidige clubsnaam aangenomen. De naamsverandering vond plaats nadat winkelketen Yimpaş de club uit Yozgat ging sponsoren.
Yimpaş Yozgatspor heeft nooit grote resultaten behaald in de Turkse Beker. De club heeft wel twee seizoenen in de Süper Lig gevoetbald. In het seizoen 2000/01 deed Yimpaş Yozgatspor het zeer goed en werd de club 7e van de Süper Lig. Het seizoen erop degradeerde men echter nadat men het seizoen eindigde op een 18e plaats.

## Gespeelde divisies
Süper Lig: 2000/01-2001/02
 TFF 1.Lig: 1992/93-1993/94, 1995/96-1999/00, 2002/03-2005/06
 TFF 2.Lig: 2006/07-2008/09
 TFF 3.Lig: 1984/85-1991/92, 1994/95, 2009/10-
Witte Groep: 1461 Trabzon FK · 24 Erzincanspor · Adana 01 FK · Altay · Afyonspor · Altınordu · Ankaraspor · Batman Petrolspor · Beykoz Anadoluspor · Fethiyespor · İnegölspor· İskenderunspor · Isparta 32 Spor · Karaköprü Belediyespor · Kastamonuspor 1966 · Kepezspor · Kırklarelispor · Sarıyer

Rode Groep:  68 Aksarayspor · Ankara Demirspor· Arnavutköy Belediyespor · Belediye Derincespor· Beyoğlu Yeni Çarşı · Bucaspor 1928· Diyarbekirspor · Elazığspor · Erbaaspor · Giresunspor · Karacabey Belediyespor· Karaman FK · Menemen FK · Nazillispor · Serik Belediyespor · Somaspor · Vanspor FK · Yeni Mersin İdmanyurdu